# GoRail
 (juillet 2023).
Si vous disposez d'ouvrages ou d'articles de référence ou si vous connaissez des sites web de qualité traitant du thème abordé ici, merci de compléter l'article en donnant les références utiles à sa vérifiabilité et en les liant à la section « Notes et références ».
GoRail, est une société de transport ferroviaire basé en Estonie.

## Histoire
La société est créée en 2006 comme exploitant pour le fret, elle résulte d'un ouverture du capital de EVR Ekspress le 1er avril 1999. En 2019, la société exploite le réseau de trains allant vers la Russie. 